# Niagara IceDogs
Die Niagara IceDogs sind eine kanadische Eishockeymannschaft aus St. Catharines. Das Team wurde 2007 als Nachwuchsteam gegründet und spielt seitdem in einer der drei höchsten kanadischen Junioren-Eishockeyligen, der Ontario Hockey League (OHL).

## Geschichte
Die Mississauga IceDogs wurden 2007 nach St. Catharines, in der Niagara Region, umgesiedelt, wo sie seitdem als Niagara IceDogs in der Ontario Hockey League spielen. Zuvor hatte Bill Burke die Rechte am Franchise Eugene Melnyk, dem Besitzer der Ottawa Senators und Gründer von Biovali, abgekauft, der wiederum die Rechte an den Toronto St. Michael’s Majors vom St. Michael’s College erwarb, um diese als Mississauga St. Michael’s Majors in der OHL spielen zu lassen.
In ihrer ersten Saison wurden die Niagara IceDogs Zweiter in ihrer Division und erreichten das Conferences-Halbfinale, nachdem sie die Mississauga St. Michael’s Majors mit einem Sweep in der Best-of-Seven-Serie schlugen. Dort unterlagen sie jedoch den Oshawa Generals mit 2:4 Siegen. In der Saison 2008/09 wurden sie Vierter der Central Division und schlugen in den Playoffs zunächst im Conference-Viertelfinale die Ottawa 67’s knapp mit 4:3 Siegen, ehe sie im Conference-Halbfinale mit 1:4 Siegen an den Belleville Bulls scheiterten.

## Erfolge
| J. Ross Robertson Cup - keine Bobby Orr Trophy - keine | Hamilton Spectator Trophy - keine Divisionstitel - 2011/12 Emms Trophy, Central Division |

## Spieler

### Erstrunden Draftpicks
| Draftjahr | Spieler          | als | Team               |
| --------- | ---------------- | --- | ------------------ |
| 2008      | Alex Pietrangelo | 4.  | St. Louis Blues    |
| 2010      | Mark Visentin    | 27. | Phoenix Coyotes    |
| 2011      | Ryan Strome      | 5.  | New York Islanders |
| 2011      | Dougie Hamilton  | 9.  | Boston Bruins      |

### Ehemalige Spieler
Folgende Spieler, die für die Niagara IceDogs aktiv waren, spielten im Laufe ihrer Karriere in der National Hockey League:
- Andrew Agozzino
- Darren Archibald
- Luca Caputi
- Matt Corrente
- Vince Dunn
- Alex Friesen
- Dougie Hamilton
- Freddie Hamilton
- Joshua Ho-Sang
- Tom Kühnhackl
- Alex Nedeljkovic
- Jamie Oleksiak
- Brendan Perlini
- Alex Pietrangelo
- Brett Ritchie
- Andrew Shaw
- Jeremy Smith
- Ryan Strome
- Carter Verhaeghe
- Mark Visentin